# Agnes von Hirschberg
Agnes von Hirschberg war von 1490 bis 1519 Äbtissin des Klosters Hof.
Agnes von Hirschberg stammte aus dem Adelsgeschlecht von Hirschberg. Johann Christoph Weiß, Georg Wilhelm Kirsch und Dietlein/Jäger haben sich mit der zeitlichen Einordnung ihres Wirkens als Äbtissin beschäftigt. Agnes schloss das von ihrer Vorgängerin begonnene Urbar mit den Besitzverhältnissen des Klosters ab.